# Carlos Gálviz
Carlos Johan Gálviz García (* 27. Oktober 1989) ist ein venezolanischer Straßenradrennfahrer.

## Sportlicher Werdegang
Carlos Gálviz schaffte es bei der Vuelta al Táchira 2008 mehrmals aufs Podium einer Etappe. Außerdem wurde er zweimal Etappendritter beim Doble Sucre Potosí Gran Premio und einmal Etappendritter bei der Vuelta a Venezuela. Bei der Straßen-Radweltmeisterschaft 2008 in Varese startete er im Straßenrennen der U23-Klasse, das er jedoch nicht beendete. 2009 und 2010 wurde Gálviz in Quibor venezolanischer Meister im Einzelzeitfahren der U23-Klasse. Seinen ersten Sieg bei einem UCI-Rennen erzielte er mit einem Etappenerfolg bei der Vuelta a Guatemala 2010.
2011 wurde er erstmals Mitglied in einem professionellen Radsportteam. Nachdem sein Team nach der Saison 2012 aufgelöst worden war, kehrte er erst 2014 auf die internationale Bühne zurück. Nachdem er zu Beginn der Saison mit dem Start-Trigon Cycling Team die Gesamtwertung der Vuelta al Táchira und eine Etappe der Vuelta a la Independencia Nacional gewonnen hatte, wurde er im Juli in das Professional Continental Team Androni Giocattoli übernommen. Noch im selben Jahr wurde er erstmals nationaler Meister in der Elite. 2014 gewann er das Straßenrennen der Männer bei den Zentralamerika- und Karibikspielen.
Bei einer Trainingskontrolle im Dezember 2015 wurde Gálviz positiv auf Boldenon getestet und kurz vor dem Beginn der Vuelta al Táchira 2016 vom Rennen ausgeschlossen. 2018 kehrte er in den Wettkampfsport zurück, nimmt aber nur noch an Rennen in Südamerika teil. 2020 wurde er erneut venezolanischer Meister im Einzelzeitfahren.

## Erfolge
2009
- Venezolanischer Meister – Einzelzeitfahren (U23)

2010
- Venezolanischer Meister – Einzelzeitfahren (U23)
- eine Etappe Vuelta a Guatemala

2014
- eine Etappe Vuelta a la Independencia Nacional
- Gesamtwertung Vuelta al Táchira
- Venezolanischer Meister – Einzelzeitfahren
- eine Etappe Vuelta a Venezuela
- Zentralamerika- und Karibikspiele – Straßenrennen

2015
- eine Etappe Vuelta al Táchira

2020
- Venezolanischer Meister – Einzelzeitfahren